# República Socialista Soviética Autônoma de Iacútia
Coordenadas 62°02′00″N 129°44′00″E / 62.0333°N 129.7333°E / 62.0333; 129.7333
A República Socialista Soviética Autônoma de Iacútia ( em russo:  Якутская Автономная Советская Социалистическая Республика   , Yakutskaya Avtonomnaya Sovetskaya Sotsialisticheskaya Respublika ; em iacuta:  Саха автономнай сэбиэскэй социалистическэй республиката , Saxa avtonomnay sebieskey sotsialistiçeskey ryespublikata ) ou a  RSSA de Iacútia ( Якутская АССР , Yakutskaya ASSR ), era uma república autônoma da RSFS  Russa dentro da União Soviética .

## História
Foi criada em 27 de abril de 1922,  durante a revolta Iacútia, e foi transformada na República Sakha em 1991.